# Elecciones municipales de Taipéi de 1954
Las elecciones municipales de Taipéi de 1954 tuvieron lugar el 2 de mayo del mencionado año con el objetivo de elegir al Alcalde de la Capital Provisional para el período 1954-1957 y el 19 de diciembre del mencionado año con el objetivo de elegir los miembros del Concejo Municipal para el período 1955-1958. El alcalde incumbente, Wu San-lien, no se presentó a la reelección, a pesar de que constitucionalmente tenía permitido un segundo mandato. La competencia fue puramente bipartidista entre el Wang Minning del Kuomintang, oficialista a nivel nacional y partido único de facto, contra el candidato nominalmente independiente Henry Kao Yu-shu, que era apoyado a su vez por el Partido Socialista Democrático de China (CDSP), al que pertenecía el alcalde saliente. Debido a la ilegalidad de la mayoría de los partidos opositores, sus candidatos por lo general se presentaban nominalmente como independientes, pero casi todos eran apoyados por alguna organización opositora.
En última instancia, Kao resultó elegido con el 53.08% de los votos contra el 46.92% de Wang, que mejoró notoriamente los resultados del partido con respecto al irrisorio 1.58% de los anteriores comicios. Fue una de las dos únicas derrotas electorales ante candidatos independientes sufridas por el Kuomintang en las elecciones municipales de ese año. La participación fue del 65.79%.
De acuerdo al entonces embajador taiwanés en los Estados Unidos, Wellington Koo, el presidente y dictador Chiang Kai-shek se mostró sorprendido y decepcionado por la segunda derrota consecutiva del Kuomintang, pero que se vio obligado a aceptar la victoria de Kao luego de que el Departamento de Estado de los Estados Unidos enviara al alcalde electo sus felicitaciones por el triunfo.

## Resultados
|  | 53.08 % |

|  | 46.92 % |

|  | 96.76 % |

|  | 3.12 % |

|  | 0.12 % |

|  | 100.00 % |

|  | 65.79 % |